# 福崎町
福崎町（ふくさきちょう）は、兵庫県の南西部、播磨（中播磨）に位置する町。神崎郡。

## 概要
兵庫県の南西側、姫路市の北（中播磨北部）に位置する内陸の町で、1956年（昭和31年）5月3日に田原村・八千種村・旧福崎町の1町2村の合併により成立した。中国自動車道・播但連絡道路・国道312号・JR播但線福崎駅が通っており、交通の要衝となっている。柳田國男の出身地でもあり、町の中央部に市川が流れている。由来は「福田」と「山崎」から一文字を取っているため、合成地名でもある。 

## 地理
市川の中流部と、その支流である七種川流域を占めている。周囲を低山と丘陵に囲まれた小盆地で、北西端にある七種山（683m）は七種の滝、つなぎ岩などの奇勝がある。町の東部には溜池が多く見られる。最も大きいものは、姫路市にまたがる西光寺長池で面積26.0ha。
国土地理院地理情報によると福崎町の東西南北それぞれの端は以下の位置で、東西の長さは10.1km、南北の長さは11.5kmである。
姫路市への通勤率は25.6%である（平成22年国勢調査）。
|                                                                          | 北端 北緯35度1分12秒 東経134度42分21秒 / 北緯35.02000度 東経134.70583度 ↑ |                                                                           |
| 西端 北緯35度0分48秒 東経134度41分41秒 / 北緯35.01333度 東経134.69472度← | 中心点 北緯34度58分7秒 東経134度45分0秒 / 北緯34.96861度 東経134.75000度  | 東端 →北緯34度58分11秒 東経134度48分19秒 / 北緯34.96972度 東経134.80528度 |
|                                                                          | ↓ 南端 北緯34度55分4秒 東経134度47分5秒 / 北緯34.91778度 東経134.78472度  |                                                                           |

| 節内の全座標を示した地図 - OSM |
| ------------------------------ |
| 節内の全座標を出力 - KML       |
| 表示                           |

### 気候
| 福崎の気候               | 福崎の気候   | 福崎の気候   | 福崎の気候    | 福崎の気候    | 福崎の気候    | 福崎の気候    | 福崎の気候    | 福崎の気候    | 福崎の気候    | 福崎の気候    | 福崎の気候   | 福崎の気候   | 福崎の気候    |
| 月                       | 1月          | 2月          | 3月           | 4月           | 5月           | 6月           | 7月           | 8月           | 9月           | 10月          | 11月         | 12月         | 年            |
| ------------------------ | ------------ | ------------ | ------------- | ------------- | ------------- | ------------- | ------------- | ------------- | ------------- | ------------- | ------------ | ------------ | ------------- |
| 最高気温記録 °C （°F）   | 17.2 (63)    | 22.3 (72.1)  | 25.1 (77.2)   | 30.0 (86)     | 32.9 (91.2)   | 36.4 (97.5)   | 38.8 (101.8)  | 38.9 (102)    | 37.3 (99.1)   | 32.5 (90.5)   | 27.0 (80.6)  | 21.9 (71.4)  | 38.9 (102)    |
| 平均最高気温 °C （°F）   | 8.8 (47.8)   | 9.8 (49.6)   | 13.7 (56.7)   | 19.6 (67.3)   | 24.7 (76.5)   | 27.8 (82)     | 31.5 (88.7)   | 33.2 (91.8)   | 28.9 (84)     | 23.1 (73.6)   | 17.0 (62.6)  | 11.2 (52.2)  | 20.7 (69.3)   |
| 日平均気温 °C （°F）     | 3.6 (38.5)   | 4.4 (39.9)   | 7.8 (46)      | 13.3 (55.9)   | 18.4 (65.1)   | 22.4 (72.3)   | 26.3 (79.3)   | 27.4 (81.3)   | 23.5 (74.3)   | 17.5 (63.5)   | 11.3 (52.3)  | 5.8 (42.4)   | 15.1 (59.2)   |
| 平均最低気温 °C （°F）   | −0.6 (30.9)  | −0.3 (31.5)  | 2.5 (36.5)    | 7.5 (45.5)    | 12.8 (55)     | 18.0 (64.4)   | 22.5 (72.5)   | 23.4 (74.1)   | 19.3 (66.7)   | 12.9 (55.2)   | 6.6 (43.9)   | 1.5 (34.7)   | 10.5 (50.9)   |
| 最低気温記録 °C （°F）   | −7.7 (18.1)  | −7.8 (18)    | −5.6 (21.9)   | −2.1 (28.2)   | 2.2 (36)      | 7.6 (45.7)    | 15.0 (59)     | 15.7 (60.3)   | 8.6 (47.5)    | 2.5 (36.5)    | −2.6 (27.3)  | −6.2 (20.8)  | −7.8 (18)     |
| 降水量 mm （inch）       | 42.2 (1.661) | 56.5 (2.224) | 107.1 (4.217) | 128.2 (5.047) | 154.4 (6.079) | 182.9 (7.201) | 207.3 (8.161) | 132.5 (5.217) | 188.8 (7.433) | 117.5 (4.626) | 72.3 (2.846) | 55.3 (2.177) | 1,445 (56.89) |
| 平均降水日数 （≥1.0 mm） | 5.4          | 6.8          | 9.4           | 9.4           | 10.0          | 11.5          | 11.4          | 8.2           | 10.3          | 8.0           | 6.3          | 6.3          | 103.0         |
| 平均月間日照時間         | 141.6        | 134.6        | 170.0         | 187.7         | 192.7         | 142.1         | 150.3         | 195.6         | 152.5         | 165.2         | 149.4        | 148.3        | 1,929.9       |
| 出典：気象庁             |              |              |               |               |               |               |               |               |               |               |              |              |               |

## 人口
19,709人（平成23年(2011年)9月30日現在）
- 男：9,378
- 女：10,331
- 世帯数：7,220
- 平成22年国勢調査より前回調査からの人口増減をみると、4.06％減の19,829人であり、増減率は県下41市町中26位、49行政区域中34位。

| |                                        |  |
| 福崎町と全国の年齢別人口分布（2005年） | 福崎町の年齢・男女別人口分布（2005年） |  |
| ■紫色 ― 福崎町 ■緑色 ― 日本全国 | ■青色 ― 男性 ■赤色 ― 女性              |  |
| 福崎町（に相当する地域）の人口の推移 \| 1970年（昭和45年） \| 16,637人 \| \| \| 1975年（昭和50年） \| 17,603人 \| \| \| 1980年（昭和55年） \| 18,089人 \| \| \| 1985年（昭和60年） \| 18,787人 \| \| \| 1990年（平成2年） \| 19,913人 \| \| \| 1995年（平成7年） \| 19,854人 \| \| \| 2000年（平成12年） \| 19,582人 \| \| \| 2005年（平成17年） \| 20,669人 \| \| \| 2010年（平成22年） \| 19,830人 \| \| \| 2015年（平成27年） \| 19,738人 \| \| \| 2020年（令和2年） \| 19,377人 \| \| |                                        |  |
| 総務省統計局 国勢調査より |                                        |  |
| 1970年（昭和45年） | 16,637人                               |  |
| 1975年（昭和50年） | 17,603人                               |  |
| 1980年（昭和55年） | 18,089人                               |  |
| 1985年（昭和60年） | 18,787人                               |  |
| 1990年（平成2年） | 19,913人                               |  |
| 1995年（平成7年） | 19,854人                               |  |
| 2000年（平成12年） | 19,582人                               |  |
| 2005年（平成17年） | 20,669人                               |  |
| 2010年（平成22年） | 19,830人                               |  |
| 2015年（平成27年） | 19,738人                               |  |
| 2020年（令和2年） | 19,377人                               |  |

## 歴史

### 古代～近世
- 奈良時代初期の養老4年（西暦換算〈以下同様〉：720年）頃に編纂された『播磨国風土記』で、播磨国神前郡（かむさきのこおり）と記された当時の神崎郡には5つの里があったと記録されており、北から順に、埴岡の里（現・神河町および朝来市生野町の比定地）、川辺の里（現在の市川町の川東の比定地）、高岡の里（現在の福崎町の川西の比定地）、的部（いくはべ）の里（現・姫路市香寺町の比定地）、多駝（ただ）の里（現在の姫路市船津町・山田町、および、福崎町の川東の比定地）、陰山の里（現・姫路市豊富町比定地）があった。
- 正暦2年（991年、平安時代後期） - 一条天皇の勅願寺として神積寺が開創。
- 中世 - 荘園・田原荘が置かれた。町域内の荘園のうち代表的な田原荘は、皇室領から九条家領へと移るが、のち播磨全域を席巻した赤松氏らに押領された。高岡荘は国衙領から摂関家･九条家の所領となった。
- 羽柴秀吉の播磨平定後は秀吉の蔵入地となった。
- 慶長5年（1600年、安土桃山時代末） - 関ヶ原の戦いでの戦功により、池田輝政が姫路に入封し、姫路藩が成立。当地域はその所領となる。
- 元和3年（1617年、江戸時代初期） - 本多忠政が姫路に入封し、本多家の姫路藩が始まる。
- 寛永16年（1639年） - 本多政勝が大和郡山藩へ転封、これよりのちは奥平松平家・榊原家・本多家（再封）・越前松平家という譜代・親藩の名門が入れ代わり立ち代わり姫路藩を治めることとなる。
- 寛延2年5月22日（1749年7月6日、江戸時代中期） - 酒井忠恭が入封し、酒井家の姫路藩が始まる。

### 近代以降
- 1894年（明治27年）7月26日 - 播但鉄道が開通し、福崎村に福崎駅が置かれる。
- 1896年（明治29年）4月1日 - 福崎村の所属郡が神崎郡に変更される。神崎郡役所は市川の東岸の田原地区に置かれて郡の中心となった。
- 1957年（昭和32年）7月10日 - 町章を制定[1][3][4]。
- 1972年（昭和47年）12月 - 町木・町花を制定[1]。
- 1985年（昭和60年）11月22日 - 町民憲章を制定[1]。
- 1987年（昭和62年）7月21日 - 町歌の制定[1]。

### 行政区域の変遷
- 1889年（明治22年）4月1日 - 町村制の施行により、神西郡山崎村・福田村・馬田村・新村・西治村・西谷村・高橋村の区域をもって福崎村が発足。
- 1896年（明治29年）4月1日 - 所属郡が神崎郡に変更。
- 1925年（大正14年）12月1日 - 町制を施行して福崎町となる。
- 1956年（昭和31年）5月3日 - 福崎町・田原村・八千種村が新設合併し、改めて福崎町が発足する。

## 地域

### 大字

#### 田原地区

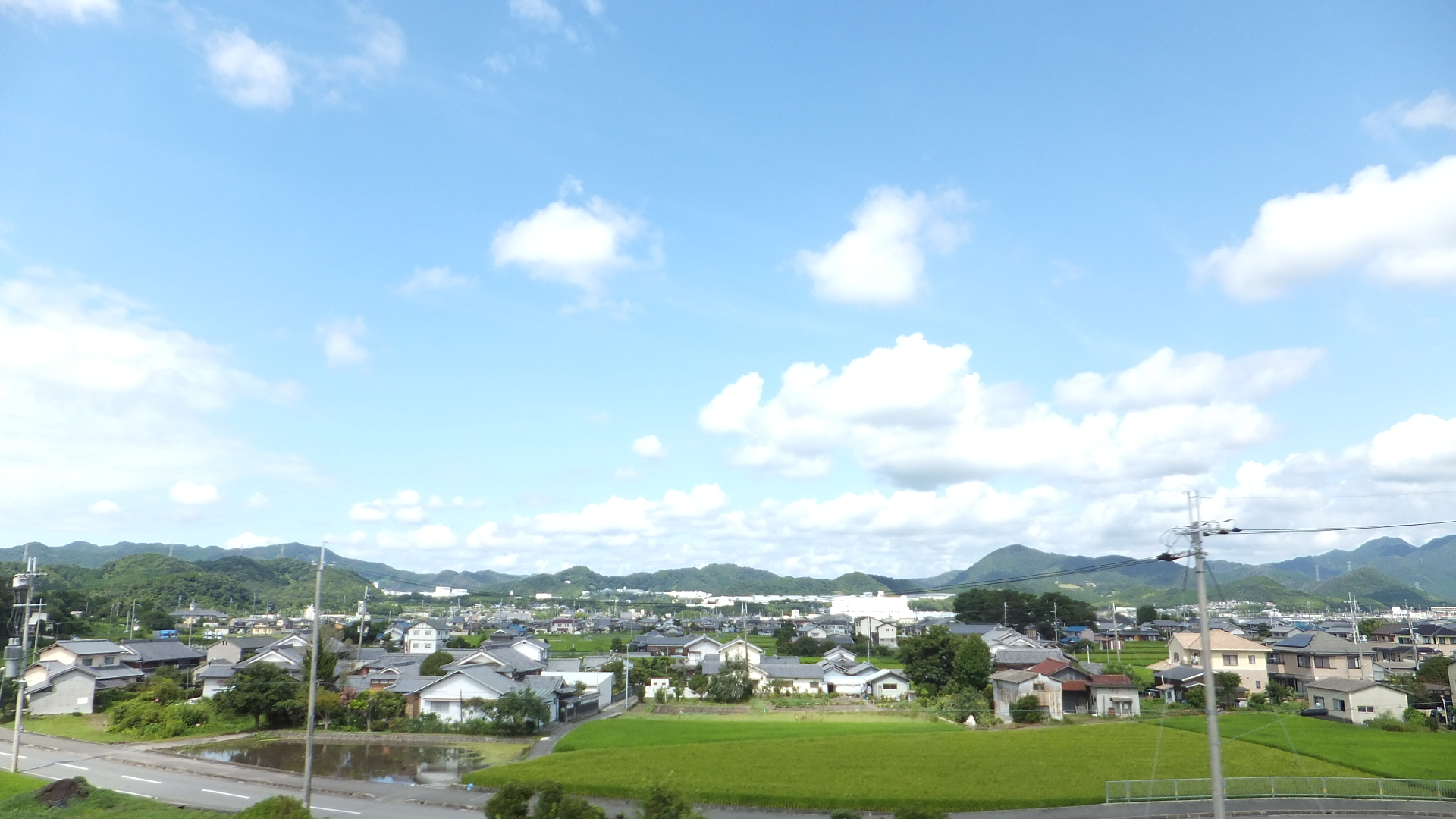
田原地区の街並み
南田原で撮影

旧・田原村の範囲である。
| 郵便番号 | 大字名 |
| -------- | ------ |
| 679-2203 | 南田原 |
| 679-2204 | 西田原 |
| 679-2205 | 東田原 |

#### 福崎地区

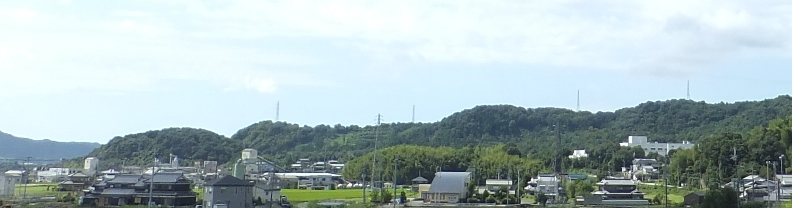
福崎地区の街並み
西治で撮影

- 旧・福崎町の範囲である。

| 郵便番号 | 大字名 |
| -------- | ------ |
| 679-2211 | 山崎   |
| 679-2212 | 福田   |
| 679-2213 | 馬田   |
| 679-2214 | 福崎新 |
| 679-2215 | 西治   |
| 679-2216 | 高橋   |
| 679-2217 | 高岡   |
| 679-2218 | 田口   |

#### 八千種地区
- 旧・八千種村の範囲である。

| 郵便番号 | 大字名 |
| -------- | ------ |
| 679-2201 | 大貫   |
| 679-2202 | 八千種 |

### 施設

#### 官公庁
- 福崎町役場[5]：南田原3116番地の1
- 兵庫県福崎庁舎：西田原1994-4
  - （庁舎内所在機関）：福崎農業改良普及センター・福崎土木事務所・但馬高原林道建設事務所播磨林道建設事業所
- 兵庫県中播磨県民センター中播磨健康福祉事務所（福崎保健所）：西田原235
- 兵庫県警察福崎警察署：福崎新376番地の3　（管轄区域：神崎郡）
- 兵庫県警察本部交通部高速道路交通警察隊福崎分駐隊：西田原2023（管轄区域：中国縦貫自動車道－滝野社IC～岡山県境　鳥取自動車道－佐用JCT～岡山県境　播但連絡道路－全線）
- 姫路市消防局中播消防署：福崎新404-2（神崎郡5町と飾磨郡夢前町の計6町で中播消防事務組合を設立。香寺町と夢前町が姫路市に編入された際に当該区域の消防事務を姫路市より受託するが、翌年に受託が廃止となり3町での運営が困難となり中播消防事務組合本部が解散され所属の中播消防署は姫路市消防局へ組入れとなった。なお管轄区域に変更なく、香寺町・夢前町区域も管轄している。）
- 兵庫県道路公社播但連絡道路管理事務所：西田原字東水田1949

#### 消防団
- 福崎町消防団は、昭和31年の町村合併により誕生。現在、1本部32分団600名
- 組織構成
  - 東部支部7分団
  - 中部支部12分団
  - 西部支部13分団　計32分団
- 装備
  - 消防ポンプ車2台
  - 小型動力ポンプ付積載車30台
  - 可搬式ポンプ6台

#### 文化施設
- 福崎町エルデホール：福田116-2
- 福崎町文化センター：福田176
- 福崎町立図書館：西治360
- 福崎町青少年野外活動センター：田口700番地1
- 八千種自然活用村（春日山キャンプ場・春日ふれあい会館）

#### 体育施設
- 第1体育館（球技室、体育室、トレーニング室、卓球室）：福田176-1
- 第2体育館（球技室）：福田1094-48
- 第1グランド（照明設備8基）：西田原845
- 第2グランド（照明設備4基）：西田原1274
- スポーツ公園（ソフトボール場（照明設備6基）、ゲートボール場、テニスコート（照明設備8基））：福田1094-48

## 行政
町長
1956年の（新）福崎町成立後。
| 代                  | 氏名     | 就任日        | 退任日        | 備考                                          |
| ------------------- | -------- | ------------- | ------------- | --------------------------------------------- |
| 町長職務執行者 初代 | 難波撰治 | 1956年5月     | 1960年5月     | 旧八千種村長。                                |
| 2代                 | 大野鶴市 | 1960年5月     | 1964年5月     | （旧）福崎町長。                              |
| 3代                 | 松岡重夫 | 1964年5月     | 1968年5月     | 旧田原村長。                                  |
| 4代                 | 中安正行 | 1968年5月     | 1973年4月     | 福崎町助役。県議選出馬のため2期目途中で辞職。 |
| 5代                 | 福本善次 | 1973年6月     | 1981年6月     | 福崎町農協組合長。                            |
| 6代                 | 松岡秀行 | 1981年6月     | 1983年12月    |                                               |
| 7代                 | 福本善次 | 1983年12月    | 1987年12月    | 5代の再登板。                                 |
| 8代                 | 松岡忠能 | 1987年12月    | 1995年12月    | 1995年の町長選で嶋田に敗れ落選。              |
| 9代                 | 嶋田正義 | 1995年12月    | 2015年12月    | 福崎町議。日本共産党籍。                      |
| 10代                | 橋本省三 | 2015年12月    | 2019年3月30日 | 福崎町副町長。任期途中で死去。                |
| 11代                | 尾崎吉晴 | 2019年4月21日 | 現職          | 福崎町副町長。                                |

町課
- 総務課
- 企画財政課
- 税務課
- 地域振興課
- 住民生活課
- 健康福祉課
- 農林振興課
- まちづくり課
- 上下水道課
- 出納室

### 市町村合併の経緯
昭和期における合併問題において、神崎郡中・南部は当初より合併難航が予想されていた。1953年（昭和28年）前半の時点では田原村を中心に八千種村・船津村・山田村の4村に福崎町・中寺村を加える案が有力視されていたが、この枠組みから外された豊富村が姫路市に接近したことで合併計画はいったん白紙に戻される。1954年（昭和29年）1月22日、兵庫県より福崎・田原・八千種の3町村が「合併モデル地区」に指定されたが、古くから当地の行政の中心地であった田原と交通の要衝として新しく発展してきた福崎の両町村は市川を挟んで深く根差していたわだかまりがあり、合併実現には計画発表から2年余りの時間を要することとなった。特に町名と役場の位置をめぐって福崎・田原の対立が強く、合併協議会は足踏み状態が続いた。行き詰まり状態の中で、1955年（昭和30年）3月、県の合併計画に反し瀬加村が田原村へ合併を申し入れ、田原村もこれに応じ福崎町へ合併協議会からの脱退を通告する。田原・八千種・瀬加の3村が合併し「辻川町」を新設することを同月中に各々村議会で可決したが、福崎町は県の合併計画通りに進めるよう県に陳情を繰り返す。県は「辻川町」は事実上の飛び地合併となることからこの合併を認めず、同年7月にかけて斡旋を繰り返すも田原村は県の斡旋案も拒否する。瀬加村は「辻川町」成立を諦め鶴居村・甘地村・川辺村との合併で市川町を成立させる。同年8月の町村長選で福崎・田原とも現職が再選されるが、神崎郡内で次々合併が成立する中で田原村の強硬姿勢は次第に住民からの批判が強くなり、1956年（昭和31年）3月末の合併促進法の期限を前に田原村もついに態度軟化に転じる。同年3月26日、八千種村が最初に提唱し県の斡旋案にも含まれていた「町名は福崎、役場の位置は田原」案を田原村が受け入れ、福崎・田原・八千種の3町村による合併申請書の提出に至った。
高度経済成長期の合併において、姫路市は1964年（昭和39年）7月3日公布の工業整備特別地域整備促進法に基づき、1965年（昭和40年）以降、「広域にわたる一元的地方公共団体の形成」を目指して福崎町・香寺町・夢前町・林田町の4町との合併を検討したが、林田町以外の3町はこのとき諸種の事情から合併協議会のメンバーに入らず、林田町のみが姫路市との合併を進めることになった。福崎町は深刻な財政難に見舞われていて、福崎町首脳は一度は合併に踏み切る意思を固めたものの姫路市側が市長交代により消極論に転じたことで福崎町でも合併機運は一挙に薄れていった。
平成の大合併において、2004年（平成16年）11月5日、福崎町・香寺町法定合併協議会が設置され、福崎町長が会長に就任。4回にわたり合併協議会が開かれた。2005年（平成17年）1月16日に香寺町で「香寺町の合併についての意思を問う住民投票」が行われ、その結果、「姫路市と合併する」が「福崎町と合併する」を上回った。香寺町長より住民の意思を尊重し福崎町・香寺町法定合併協議会を脱退する旨の申し出があり、協議会はその存続の意義を失った。両町長の協議により2005年2月3日をもって合併協議会を廃止することとし、両町の臨時議会において合併協議会廃止の議案が提出されて可決されたため、当協議会は廃止（解散）することになった。なお、2006年（平成18年）3月27日、香寺町は姫路市と合併した。

### 町章

町章

「ク」を二つ合わせて、「フク」として図案化した町章を1957年7月10日に制定した。

## 立法

### 議会
町政の重要案件（条例・予算・決算など）を審議し、意志決定をする町の議決機関。議員定数は条例により14人。議員の任期は4年。議会は毎年4回（3月・6月・9月・12月）の定例会が開かれるほか、必要に応じて臨時会が開かれる。
- 総務文教常任委員会
- 民生まちづくり常任委員会
- 議会広報常任委員会
- 議会運営委員会

### 衆議院
- 任期：2021年（令和3年）10月31日 - 2025年（令和7年）10月30日（「第49回衆議院議員総選挙」参照）

| 選挙区 | 議員名 | 党派名     | 当選回数 | 備考   |
| --- | ------ | ---------- | -------- | ------ |
| 兵庫県第12区（福崎町、相生市、赤穂市、たつの市、宍粟市、姫路市（旧家島町・夢前町・香寺町・安富町域）、揖保郡、赤穂郡、佐用郡） | 山口壯 | 自由民主党 | 7        | 選挙区 |

## 産業

### 産業人口
2000年国勢調査によると、産業別人口比率は
- 第一次産業：3.6%
- 第二次産業：39.3%
- 第三次産業：56.7%

### 金融
指定金融機関:兵庫西農業協同組合

### 立地企業
- 福伸電機株式会社
- 千寿製薬株式会社 福崎工場
- グローリープロダクツ株式会社 福崎工場
- ウシオ精工株式会社
- 住商鋼板加工株式会社 福崎工場
- エーモン工業株式会社
- IDEC株式会社 福崎事業所
- 株式会社マンダム 福崎工場
- 凸版印刷株式会社 福崎工場
- サンライズ工業株式会社・福崎事務所
- キョーリンフード工業株式会社

## 特産品
- もち麦
- もち麦麺
- かっぱサイダー

## 店
飲食店（スーパーマーケットは含まない）
- 丸亀製麺うどん屋
- 餃子の王将ら～めん・餃子
- 夢庵ファミリーレストラン
- ガストファミリーレストラン
- 鯛の鯛寿司屋
- モッチモパスタイタリア料理
- マクドナルドファーストフード
- ピザハットピザ屋
- 明日香カフェ・喫茶
- ほっともっと弁当製造業者
- ラー麺ずんどう屋ラーメン屋
- らーめん八角ラーメン屋
- 天下一品ラーメン屋
- ZUNBURGステーキ屋
- もちむぎのやかた蕎麦店
- 創作西洋菓子大陸ケーキ屋
- 白十字ケーキ屋
- Dolceria mimosa primavera

コンビニエンスストア
- ローソン
- ファミリーマート
- セブンイレブン

スーパーマーケット
- ライフ
  - EDION
  - ロッテリアファーストフード
- フレッシュバザール
- ラ・ムー
  - アルカドラッグ
- マルアイ
- Bom marché　株式会社銀ビルストアーボンマルシェ
  - ダイソー

書店
- TSUTAYA
- うかいや書店
- 福崎書房
- まつや書房
- 山本教科書販売店

文房具店
- (株)くれよん
- ふじおか

ホームセンター
- ホームセンターアグロ
- ナンバ
- コメリハード&グリーン
- ハニオカ家具家具店
- ワークショップオオツキ

ファッションセンター
- しまむら
- 寺谷呉服衣料品店
- オニモト　ブティック
- ユニクロ
- イトウ
- GoldenCross

デパート
- 山陽百貨店
- 阪神百貨店 外商福崎連絡所

ドラッグストア
- ウエルシア
- ゴダイドラッグ
- キリン堂
- ディスカウントドラッグコスモス

家電
- Joshin

100円ショップ
- セリア

調剤薬局
- こころ薬局
- みさと薬局
- 祥漢堂薬局
- 吉田薬局
- たんぽぽ調剤薬局
- そよ風調剤薬局
- あさひ薬局

## 教育

### 認定こども園・小学校・中学校
町内の幼稚園・保育所は平成27年度よりすべて認定こども園に移行した。
| 公立認定こども園     | 小学校               | 中学校               |
| -------------------- | -------------------- | -------------------- |
| 福崎町立福崎幼児園   | 福崎町立福崎小学校   | 福崎町立福崎西中学校 |
| 福崎町立高岡幼児園   | 福崎町立高岡小学校   | 福崎町立福崎西中学校 |
| 福崎町立田原幼児園   | 福崎町立田原小学校   | 福崎町立福崎東中学校 |
| 福崎町立八千種幼児園 | 福崎町立八千種小学校 | 福崎町立福崎東中学校 |

私立認定こども園
- サルビアこども園
- 姫学こども園

### 高等学校
公立
- 兵庫県立播磨福崎高等学校

### 大学・短期大学
私立
- 神戸医療未来大学

### 学校教育以外の施設
研修施設
- 中小企業大学校関西校

## 放送
- eo光テレビ（ケーブルテレビ）
- 地上デジタル放送・地上アナログ放送（日光寺山から送出）

| 放送局名       | デジタル放送   | デジタル放送 | デジタル放送 | デジタル放送 | アナログ放送 | アナログ放送 | アナログ放送 | アナログ放送 | アナログ放送 |
| 放送局名       | リモコンキーID | チャンネル   | 空中線電力   | ERP          | チャンネル   | 空中線電力   | 空中線電力   | ERP          | ERP          |
| 放送局名       | リモコンキーID | チャンネル   | 空中線電力   | ERP          | チャンネル   | 映像         | 音声         | 映像         | 音声         |
| -------------- | -------------- | ------------ | ------------ | ------------ | ------------ | ------------ | ------------ | ------------ | ------------ |
| NHK神戸総合    | 1              | 22           | 3W           | 14W          | 30           | 30W          | 7.5W         | 145W         | 36W          |
| NHK大阪教育    | 2              | 13           | 3W           | 14W          | 27           | 30W          | 7.5W         | 145W         | 36W          |
| サンテレビ     | 3              | 26           | 3W           | 15W          | 39           | 30W          | 7.5W         | 145W         | 37W          |
| 毎日放送       | 4              | 16           | 3W           | 15W          | 33           | 30W          | 7.5W         | 145W         | 37W          |
| 朝日放送テレビ | 6              | 15           | 3W           | 15W          | 35           | 30W          | 7.5W         | 145W         | 37W          |
| 関西テレビ     | 8              | 17           | 3W           | 15W          | 37           | 30W          | 7.5W         | 145W         | 37W          |
| 読売テレビ     | 10             | 14           | 3W           | 15W          | 48           | 30W          | 7.5W         | 145W         | 37W          |

姫路局からの受信や共同受信によって視聴している世帯もある。

## 交通

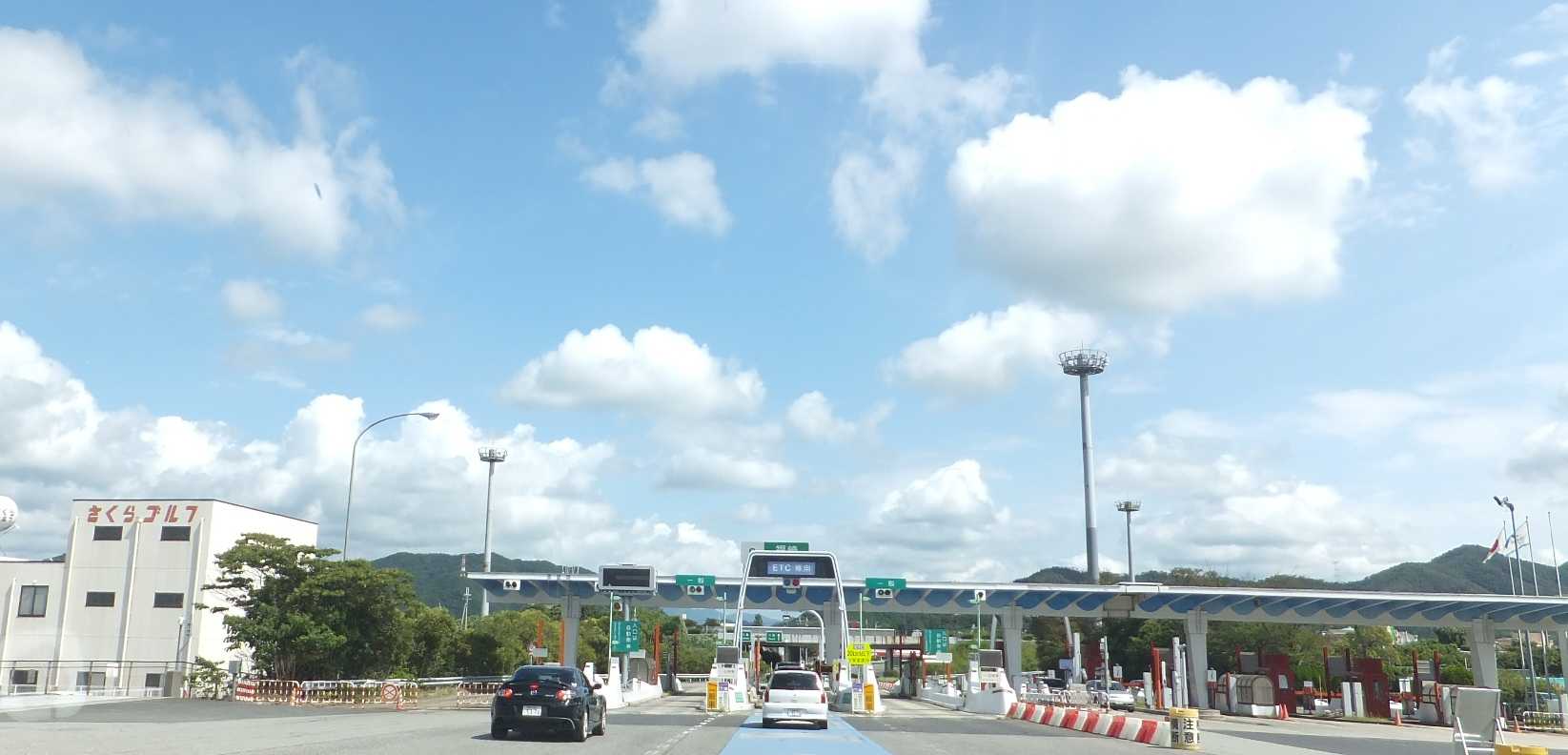
福崎インターチェンジ

古来より東西を結ぶ西国街道と南北を結ぶ生野への街道が交差する交通の要衝であった。現在も南北にJR播但線と播但連絡道路や国道312号線、東西に中国自動車道と県道三木宍粟線などの交通動脈が貫き、交通・物流などの要衝となっている。

### 鉄道路線
西日本旅客鉄道（JR西日本）
- 播但線：福崎駅

### 路線バス
- 神姫バス

### 高速バス
- 福崎IC
  - 中国ハイウェイバス（大阪駅 - 津山駅）

### 道路
- 中国自動車道福崎インターチェンジ
- 播但連絡道路福崎インターチェンジ
  - 一般国道 国道312号

## 名所・旧跡・観光スポット

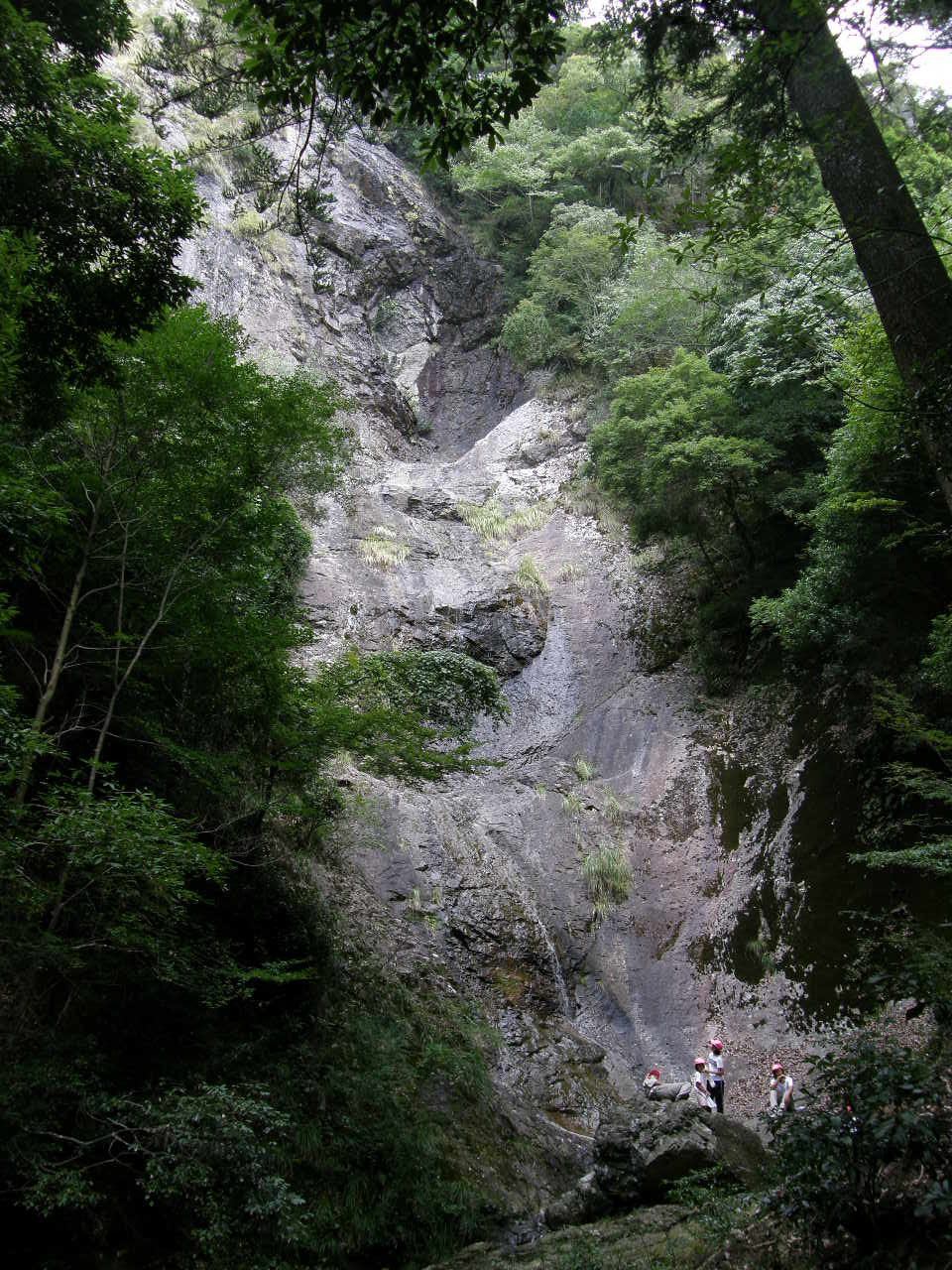
雄滝／七種の滝の一つ。

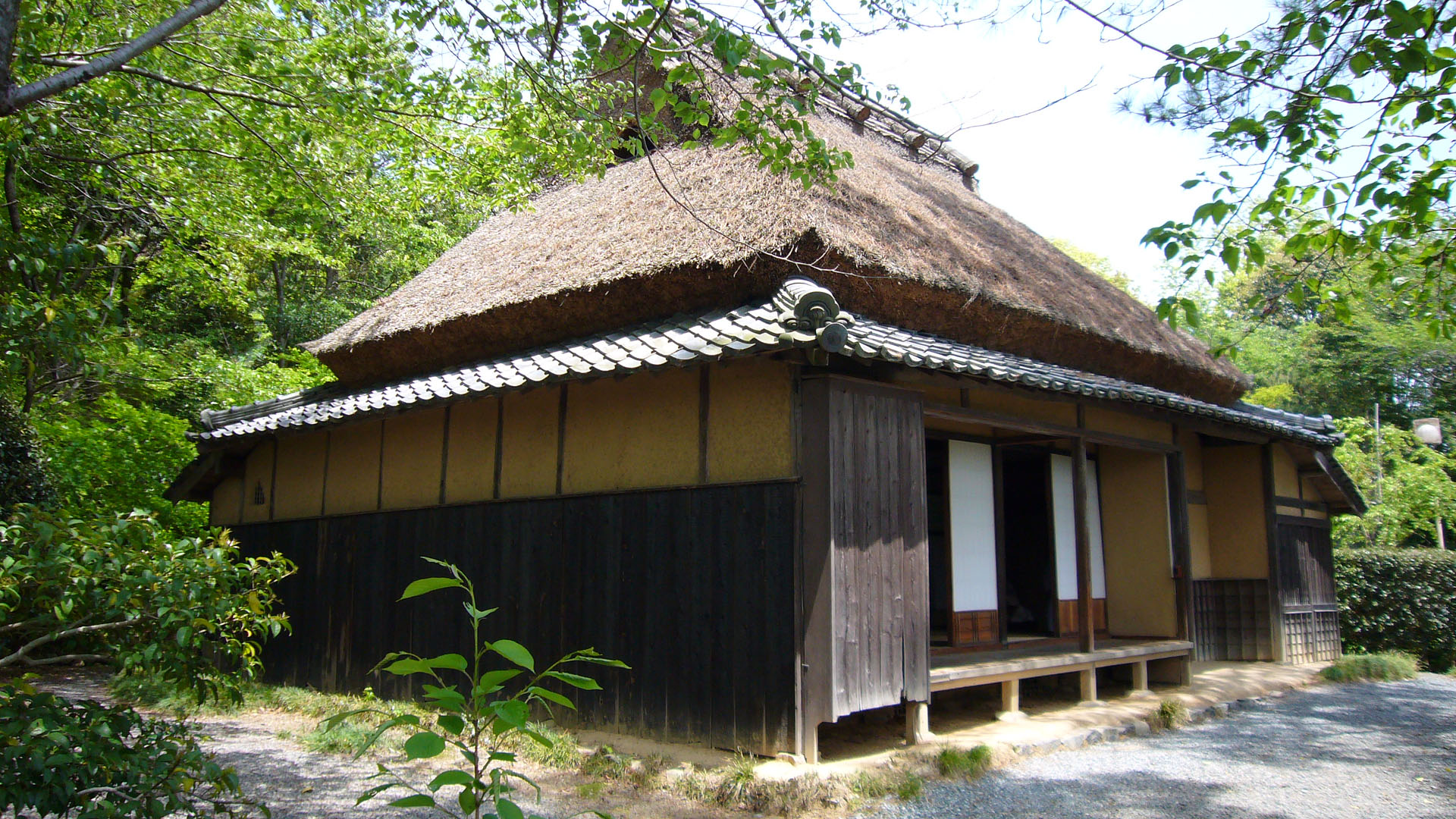
柳田國男生家

辻川山公園の池に潜む河童たち

- 七種の滝

雄滝（落差72m）をはじめ雌滝など48滝が連なる景勝。兵庫県の県下八景、兵庫県観光百選、近畿観光100景に選ばれている。滝つぼの傍に七種神社がある。鳥居の扁額には「八大龍王　八龍破地大神」とあり、七種山山中には四十八滝と言われるほどの滝があって水神、降雨の神が祭られるのに相応しい。なお、『播磨国風土記』「神前の郡　高岡の里」の条に、「奈具佐山　檜が生える。その名の由来は不明である。」との旨の記述がある。■右列に画像あり。
- つなぎ岩

七種の滝の後ろにそびえる七種山の山頂を行き越えた所にある奇岩。岩の節理に添った巾5メートルの削離（割れ目）が高さ15mの途中で止まり、岩の底部で岩盤につながっているといった奇観を呈している。平安時代のはじめ、弘法大師が巡錫されこの岩の上で護摩の秘法を修練されたと伝えられている。
- 福崎町立神崎郡歴史民俗資料館

1886年（明治19年）竣工の西洋館。この建物は、神東・神西郡役所として、神東郡西田原村辻川（現 西田原の辻川区）に建設された。建設費は当時の金額で2,029円14銭、施工は姫路の中島林平。1896年（明治29年）には神崎郡役所と改称され、1926年（大正15年）に廃止されるまで、郡役所として使用された。その後は、県の地方出先機関の事務所などに用いられていたが、老朽化によりいったんは建物の取り壊しと跡地売却の方針が決まった。しかし、地元文化団体などの保存運動のなかで福崎町に譲渡され、1982年（昭和57年）3月、国・県および神崎郡内各町の助成を得て現在地に移築･復元し、同年10月には福崎町立神崎郡歴史民俗資料館として開館した。その後、1987年（昭和62年）3月、県の重要文化財に指定された。
- 柳田國男生家

柳田國男自ら「日本一小さい家」といった生家（県指定の文化財）。側には柳田國男・松岡家顕彰会記念館と前述の福崎町立神崎郡歴史民俗資料館がある。■右列に画像あり。
- 三木家住宅

柳田國男が一時期預けられた三木家住宅（県指定の文化財）は姫路藩辻川組大庄屋の屋敷である。
- 鈴の森神社

柳田國男など松岡家ゆかりの神社。ヤマモモの大木が福崎町天然記念物になっている。
- 福崎町の妖怪たち

町内のそこここには、河童を始めとする怖ろしげな妖怪が多数潜んでいる仕掛けになっている。辻川山公園にいる河童の河太郎（ガタロウ）は頭のお皿が乾いて動けなくなり、溜池の畔で固まっている。弟の河次郎（ガジロウ）と2匹の子河童は一定時間ごとに溜池から出没する（■右列に画像あり、2021年現在は子河童は出現しなくなっている）。妖怪小屋に潜む筋肉隆々の大天狗はリフトを逆さに乗って出没する。また、同公園には、福崎町柳田國男妖怪企画が毎年（2018年時点で5回目）行っている全国妖怪造形コンテストの最優秀作品をモチーフとしたFRPモデルが展示されている。
福崎駅前の水槽にも河次郎が出現する。
町内には「妖怪ベンチ」も点在し、福崎駅前の妖怪ベンチでは河童が一人将棋を打っているなど、様々な妖怪を見ることができる。
これらの妖怪による地域おこしは地域振興課職員だった小川知男を中心に行われ、小川はデザインも手掛けていた。2021年9月に小川は自死したが、小川の発案の地域おこしは継続されることが発表されている。
- 旧辻川郵便局
- 神積寺

正暦2年（991年）創建の古刹。播磨天台六山の一つ。神積寺の本尊木造薬師如来坐像は国指定の重要文化財。同寺の石造五重塔と阿弥陀種子板碑はともに鎌倉中期の作品で、県指定の文化財である。
- 金剛城寺

播磨西国三十三箇所第12番、新西国三十三ヶ所第30番。推古天皇の頃、三論宗の高麗の僧「恵灌法師」により滋岡寺として開基され、慶長6年台肪明党上人により寺号を七種山金剛城寺と改称された。真言宗の名刹。
- 應聖寺

沙羅双樹の花の寺。江戸初期に造られたという名勝「應聖寺庭園」がある。天台宗比叡山延暦寺を本山として、今から1300余年前の白雉年間に天竺の高僧「法道仙人」によって開基されたと伝えられている。
- 日光寺山

大化元年（645年）、法道による開基と伝える。真言宗御室派の中本山。天武天皇の勅願寺、霊元天皇の御猶子の隠居所として栄えた。
- 妙法寺 - 福崎町山崎にある日蓮宗妙顕寺派末の寺院。
- 熊野神社

伊邪那美命を祀る神社として崇められている。創建年代は定かではない。1875年（明治8年）に郷社となる。秋祭りには、御輿渡御と12台の豪華屋台の練り込み、浄舞や浦安の舞の奉納がある。　
- 二之宮神社

祭神は大国主命の御子「建石敷命」。『播磨国風土記』や『国内神名帳』には、本郡の鎮守で郡名起源の宮、本郡開拓の祖神、人心又開拓の偉業をなす神と記されている。―――神前と号（なづ）くる所以は、伊和の大神の御子・建石敷命（たていわしきのみこと）、山使ひの村の神前山に在す。すなはち、神在すに因りて名と為す。故れ、神前の郡といふ。（『播磨国風土記』より）
- 岩尾神社 - 東田原の岩尾神社の本殿は桃山時代の建造で、石橋と鳥居は江戸初期のもの（県指定の文化財）。
- 恵美須神社 - 毎年2月11日（建国記念の日）に例大祭があり、福引きや餅撒きなどが催される。

## 著名な出身者

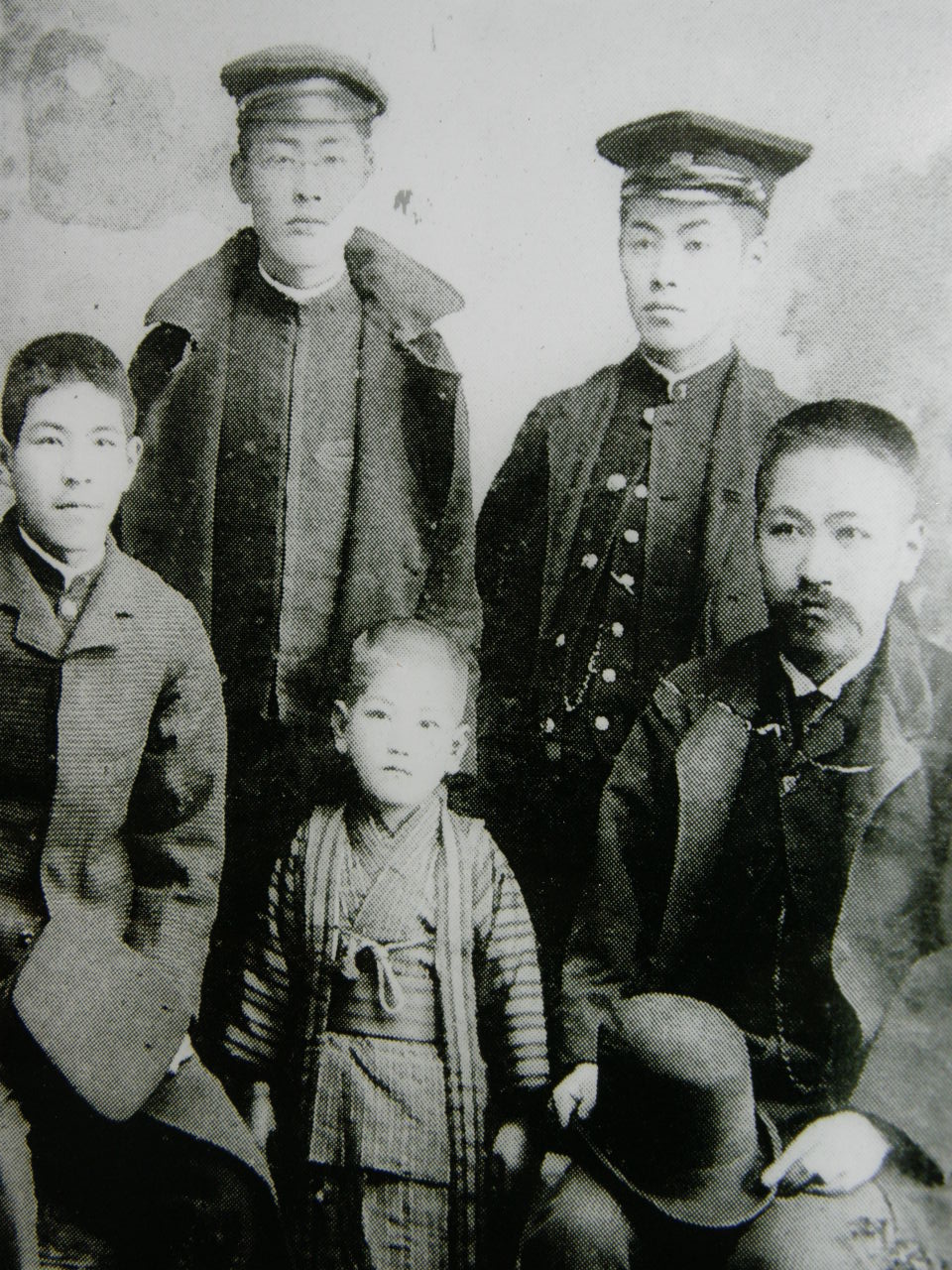
松岡家兄弟ら（前列右より、松岡鼎、松岡冬樹〔鼎の長男〕、鈴木博、後列右より、柳田國男、松岡輝夫〔映丘〕）

### 学者
- 谷本誠剛 - 児童文学研究者。
- 松岡静雄 - 海軍大佐、言語学者、民族学者。松岡操の7男。
- 柳田國男 - 民俗学者。文化勲章受章。松岡操の6男。
- 吉識雅夫 - 船舶工学の権威。1930年（昭和5年）に東京帝国大学工学部船舶工学科を卒業し、講師、助教授を経て1944年（昭和19年〉には東京帝国大学教授。研究の中で造船における電気溶接技術並びに船体構造技術があり大型タンカーが造られるようになった。

### 医師
- 井上通泰（松岡泰蔵） - 国文学者、歌人でもある。松岡操の3男。
- 松岡操 - 松岡5兄弟の父。
- 松岡鼎 - 政治家でもあり、東葛飾郡会議員、布佐町長などをつとめた。父は松岡操、松岡5兄弟の長兄。

### 政治家・経済人
- 牛尾彦蔵 - 田原銀行の取締役、兵庫県の大地主[24]。牛尾安麿の養父[25][26]。
- 牛尾安麿 - 田原銀行頭取、中播銀行取締役、市川製紙社長[27]。
- 牛尾彦十郎[28] - 中播銀行監査役[28]。
- 古河和一郎 - 衆議院議員、計理士。大阪市、大阪府各計理士会長をつとめた[29]。

### 文化人
- 牛尾啓三 - 彫刻家。
- 岸上大作 - 歌人。
- 長谷川善雄 - 詩人、翻訳家。
- 松岡映丘（輝夫） - 日本画家。松岡操の8男。

### スポーツ選手
- 松岡義之 - 柔道家。